# Lijst van wereldkampioenen skeleton
De wereldkampioenschappen skeleton werden voor het eerst in 1982 en vanaf 1989 jaarlijks gehouden, behalve in de olympische jaren 2006, 2010, 2014 en 2018. De eerste edities waren enkel voor de mannen. Vanaf 2000 konden ook de vrouwen om de wereldtitel strijden.
Van 2007-2019 werd er een landenteamcompetitie gehouden, een gecombineerde bobslee/skeleton-race. Bij dit onderdeel, dat in estafette vorm werd afgewerkt, werden de tijden van een run skeleton mannen, skeleton vrouwen, tweemansbob mannen en tweemansbob vrouwen bij elkaar opgeteld. In 2020 werd de gemengdteamwedstrijd geïntroduceerd, beoefend door een mannelijke en een vrouwelijke skeletonracer die ieder direct na elkaar een run afdalen.

## Mannen
| Editie            | Goud                 | Zilver                           | Brons                         |
| ----------------- | -------------------- | -------------------------------- | ----------------------------- |
| 1982 St. Moritz   | Gert Elässer         | Nico Baracchi                    | Alain Wicki                   |
|                   |                      |                                  |                               |
| 1989 St. Moritz   | Alain Wicki          | Christian Auer                   | Franz Plangger                |
| 1990 Königssee    | Michael Grünberger   | Andi Schmid                      | Gregor Stähli                 |
| 1991 Igls         | Christian Auer       | Andi Schmid                      | Michael Grünberger            |
| 1992 Calgary      | Bruce Sandford       | Gregor Stähli                    | Christian Auer                |
| 1993 La Plagne    | Andi Schmid          | Franz Plangger                   | Gregor Stähli                 |
| 1994 Altenberg    | Gregor Stähli        | Andi Schmid                      | Franz Plangger                |
| 1995 Lillehammer  | Jürg Wenger          | Christian Auer                   | Ryan Davenport                |
| 1996 Calgary      | Ryan Davenport       | Franz Plangger                   | Christian Auer                |
| 1997 Lake Placid  | Ryan Davenport       | Jim Shea jr.                     | Chris Soule                   |
| 1998 St. Moritz   | Willy Schneider      | Alain Wicki                      | Felix Poletti                 |
| 1999 Altenberg    | Jim Shea jr.         | Andy Böhme                       | Willy Schneider               |
| 2000 Igls         | Andy Böhme           | Gregor Stähli                    | Alexander Müller Jim Shea jr. |
| 2001 Calgary      | Martin Rettl         | Jeff Pain                        | Lincoln DeWitt                |
|                   |                      |                                  |                               |
| 2003 Nagano       | Jeff Pain            | Chris Soule                      | Brady Canfield                |
| 2004 Königssee    | Duff Gibson          | Florian Grassl                   | Frank Kleber                  |
| 2005 Calgary      | Jeff Pain            | Gregor Stähli                    | Duff Gibson                   |
|                   |                      |                                  |                               |
| 2007 St. Moritz   | Gregor Stähli        | Eric Bernotas                    | Zach Lund                     |
| 2008 Altenberg    | Kristan Bromley      | Jon Montgomery                   | Frank Rommel                  |
| 2009 Lake Placid  | Gregor Staehli       | Adam Pengilly                    | Aleksandr Tretjakov           |
|                   |                      |                                  |                               |
| 2011 Königssee    | Martins Dukurs       | Aleksandr Tretjakov              | Frank Rommel                  |
| 2012 Lake Placid  | Martins Dukurs       | Frank Rommel                     | Ben Sandford                  |
| 2013 Sankt Moritz | Aleksandr Tretjakov  | Martins Dukurs                   | Sergej Tsjoedinov             |
|                   |                      |                                  |                               |
| 2015 Winterberg   | Martins Dukurs       | Aleksandr Tretjakov              | Tomass Dukurs                 |
| 2016 Igls         | Martins Dukurs       | Aleksandr Tretjakov Yun Sung-bin | niet uitgereikt               |
| 2017 Königssee    | Martins Dukurs       | Axel Jungk                       | Nikita Tregoebov              |
|                   |                      |                                  |                               |
| 2019 Whistler     | Martins Dukurs       | Nikita Tregoebov                 | Yun Sung-bin                  |
| 2020 Altenberg    | Christopher Grotheer | Axel Jungk                       | Alexander Gassner             |
| 2021 Altenberg    | Christopher Grotheer | Aleksandr Tretjakov              | Alexander Gassner             |
|                   |                      |                                  |                               |
| 2023 Sankt Moritz | Matt Weston          | Amedeo Bagnis                    | Jung Seung-gi                 |
| 2024 Winterberg   | Christopher Grotheer | Matt Weston                      | Yin Zheng                     |
| 2025 Lake Placid  | Matt Weston          | Marcus Wyatt                     | Axel Jungk                    |

## Vrouwen
| Editie            | Goud               | Zilver                | Brons                      |
| ----------------- | ------------------ | --------------------- | -------------------------- |
| 2000 Igls         | Steffi Hanzlik     | Melissa Hollingsworth | Tricia Stumpf              |
| 2001 Calgary      | Maya Pedersen      | Alex Coomber          | Tricia Stumpf              |
|                   |                    |                       |                            |
| 2003 Nagano       | Michelle Kelly     | Yekaterina Mironova   | Tristan Gale               |
| 2004 Königssee    | Diane Sartor       | Lindsay Alcock        | Kerstin Jürgens            |
| 2005 Calgary      | Maya Pedersen      | Noelle Pikus-Pace     | Michelle Kelly             |
|                   |                    |                       |                            |
| 2007 St. Moritz   | Noelle Pikus-Pace  | Maya Pedersen         | Katie Uhlaender            |
| 2008 Altenberg    | Anja Huber         | Katie Uhlaender       | Kerstin Jürgens            |
| 2009 Lake Placid  | Marion Trott       | Amy Williams          | Kerstin Szymkowiak-Jürgens |
|                   |                    |                       |                            |
| 2011 Königssee    | Marion Thees-Trott | Anja Huber            | Mellisa Hollingsworth      |
| 2012 Lake Placid  | Katie Uhlaender    | Mellisa Hollingsworth | Elizabeth Yarnold          |
| 2013 Sankt Moritz | Shelley Rudman     | Noelle Pikus-Pace     | Sarah Reid                 |
|                   |                    |                       |                            |
| 2015 Winterberg   | Elizabeth Yarnold  | Jacqueline Lölling    | Elisabeth Vathje           |
| 2016 Igls         | Tina Hermann       | Janine Flock          | Jelena Nikitina            |
| 2017 Königssee    | Jacqueline Lölling | Tina Hermann          | Elizabeth Yarnold          |
|                   |                    |                       |                            |
| 2019 Whistler     | Tina Hermann       | Jacqueline Lölling    | Sophia Griebel             |
| 2020 Altenberg    | Tina Hermann       | Marina Gilardoni      | Janine Flock               |
| 2021 Altenberg    | Tina Hermann       | Jacqueline Lölling    | Jelena Nikitina            |
|                   |                    |                       |                            |
| 2023 Sankt Moritz | Susanne Kreher     | Kimberley Bos         | Mirela Rahneva             |
| 2024 Winterberg   | Hallie Clarke      | Kim Meylemans         | Hannah Neise               |
| 2025 Lake Placid  | Kimberley Bos      | Mystique Ro           | Anna Fernstädt             |

## Gemengdteam
Teamwedstrijd met een mannelijke en vrouwelijke skeletonracer.
| Editie            | Goud                                           | Zilver                                            | Brons                                             |
| ----------------- | ---------------------------------------------- | ------------------------------------------------- | ------------------------------------------------- |
| 2020 Altenberg    | Duitsland Jacqueline Lölling Alexander Gassner | Canada Jane Channell David Greszczyszyn           | Italië Valentina Margaglio Mattia Gaspari         |
| 2021 Altenberg    | Duitsland Tina Hermann Christopher Grotheer    | Duitsland Jacqueline Lölling Alexander Gassner    | Rusland Jelena Nikitina Aleksandr Tretjakov       |
|                   |                                                |                                                   |                                                   |
| 2023 Sankt Moritz | Duitsland Susanne Kreher Christopher Grotheer  | Verenigd Koninkrijk Laura Deas Matt Weston        | Verenigd Koninkrijk Brogan Crowley Craig Thompson |
| 2024 Winterberg   | Duitsland Hannah Neise Christopher Grotheer    | Verenigd Koninkrijk Tabitha Stoeckler Matt Weston | Duitsland Jacqueline Pfeifer Axel Jungk           |
| 2025 Lake Placid  | Verenigde Staten Mystique Ro Austin Florian    | Verenigd Koninkrijk Tabitha Stoeckler Matt Weston | China Zhao Dan Lin Qinwei                         |

## Landenteams
Teamwedstrijd (2007-2019) met een tweemansbob bij de mannen en vrouwen en een mannelijke en vrouwelijke skeletonracer.
| 2007 St. Moritz   | Duitsland skeleton Frank Kleber Monique Riekewald bobsleeën Sandra Kiriasis Berit Wiacker Karl Angerer Marc Kühne                    | Verenigde Staten skeleton Eric Bernotas Noelle Pikus-Pacebobsleeën Erin Pac Emily Azevedo Mike Kohn Curtis Tomasevicz                       | Zwitserland skeleton Gregor Stähli Maya Pedersenbobsleeën Sabrina Hafner Katharina Sutter Ivo Rüegg Thomas Lamparter                                                    |  |  |  |
| 2008 Altenberg    | Duitsland skeleton Sebastian Haupt Anja Huberbobsleeën Sandra Kiriasis Berit Wiacker Matthias Höpfner Alexander Mann                 | Canada skeleton Jon Montgomery Michelle Kellybobsleeën Kaillie Humphries Jenni Hucul Lyndon Rush Nathan Cross                               | Verenigde Staten skeleton Katie Uhlaender Zach Lundbobsleeën Erin Pac Emily Azvedo Steven Holcomb Curtis Tomasevicz                                                     |  |  |  |
| 2009 Lake Placid  | Duitsland skeleton Frank Rommel Marion Trottbobsleeën Sandra Kiriasis Patricia Polifka Thomas Florschütz Andreas Barucha             | Zwitserland skeleton Gregor Staehli Maya Pedersenbobsleeën Sabina Hafner Anne Dietrich Ivo Rueegg Cédric Grand                              | Verenigde Staten skeleton Eric Bernotas Katie Uhlaenderbobsleeën Shauna Rohbock Valerie Fleming Steven Holcomb Justin Olsen                                             |  |  |  |
|                   | | | |  |  |  |
| 2011 Königssee    | Duitsland skeleton Michi Halilović Marion Thees-Trottbobsleeën Sandra Kiriasis Stephanie Schneider Francesco Friedrich Florian Becke | Duitsland skeleton Frank Rommel Anja Huberbobsleeën Cathleen Martini Kristin Steinert Karl Angerer Alex Mann                                | Canada skeleton Jon Montgomery Mellisa Hollingsworthbobsleeën Kaillie Humphries Heather Moyse Lyndon Rush Cody Sorensen                                                 |  |  |  |
| 2012 Lake Placid  | Verenigde Staten skeleton Matthew Antoine Katie Uhlaenderbobsleeën Elana Meyers Emily Azevedo Steven Holcomb Justin Olsen            | Duitsland skeleton Frank Rommel Marion Thees-Trottbobsleeën Sandra Kiriasis Berit Wiacker Maximilian Arndt Steven Deja                      | Canada skeleton John Fairbarn Mellisa Hollingsworthbobsleeën Kaillie Humphries Emily Baadsvik Justin Kripps Timothy Randall                                             |  |  |  |
| 2013 Sankt Moritz | Verenigde Staten skeleton John Daly Noelle Pikus-Pacebobsleeën Elena Meyers LoLo Jones Steven Holcomb Curtis Tomasevicz              | Duitsland skeleton Frank Rommel Marion Theesbobsleeën Sandra Kiriasis Sarah Noll Francesco Friedrich Gino Gerhardi                          | Canada skeleton Eric Neilson Sarah Reidbobsleeën Kaillie Humphries Chelsea Valois Lyndon Rush Cody Sorensen                                                             |  |  |  |
|                   | | | |  |  |  |
| 2015 Winterberg   | Duitsland skeleton Axel Jungk Tina Hermann bobsleeën Cathleen Martini Lisette Thöne Francesco Friedrich Martin Grothkopp             | Duitsland skeleton Christopher Grotheer Anja Selbach bobsleeën Anja Schneiderheinze Franziska Bertels Johannes Lochner Gregor Bermbach      | Rusland skeleton Aleksandr Tretjakov Maria Orlova bobsleeën Aleksandra Rodionova Nadezjda Palejeva Aleksandr Kasjanov Ilvir Tsjoesin                                    |  |  |  |
| 2016 Igls         | Duitsland skeleton Axel Jungk Tina Hermann bobsleeën Anja Schneiderheinze Franziska Bertels Johannes Lochner Tino Paasche            | Rusland skeleton Aleksandr Tretjakov Jelena Nikitina bobsleeën Aleksandra Rodionova Joelia Sjoksjoejeva Aleksandr Kasjanov Maksim Mokrousov | Oostenrijk skeleton Matthias Guggenberger Janine Flock bobsleeën Christina Hengster Sanne Dekker Benjamin Maier Dănuț Moldovan                                          |  |  |  |
| 2017 Königssee    | Duitsland skeleton Axel Jungk Jacqueline Lölling bobsleeën Mariama Jamanka Franziska Bertels Johannes Lochner Christian Rasp         | Duitsland skeleton Christopher Grotheer Tina Hermann bobsleeën Stephanie Schneider Lisa Buckwitz Nico Walther Philipp Wobeto                | Internationaalteam 3 Duitsland + Roemenië * skeleton Alexander Gassner Anna Fernstädt bobsleeën Maria Adela Constantin * Andreea Grecu * Richard Ölsner Marc Rademacher |  |  |  |
|                   | | | |  |  |  |
| 2019 Whistler     | Duitsland skeleton Christopher Grotheer Sophia Griebel bobsleeën Anna Köhler Lisa Sophie Gericke Johannes Lochner Marc Rademacher    | Canada skeleton David Greszczyszyn Mirela Rahneva bobsleeën Christine de Bruin Kristen Bujnowski Nick Poloniato Keefer Joyce                | Verenigde Staten skeleton Greg West Savannah Graybill bobsleeën Brittany Reinbolt Jessica Davis Geoffrey Gadbois Kristopher Horn                                        |  |  |  |

Lijst van wereldkampioenen skeleton